# Decibelímetro

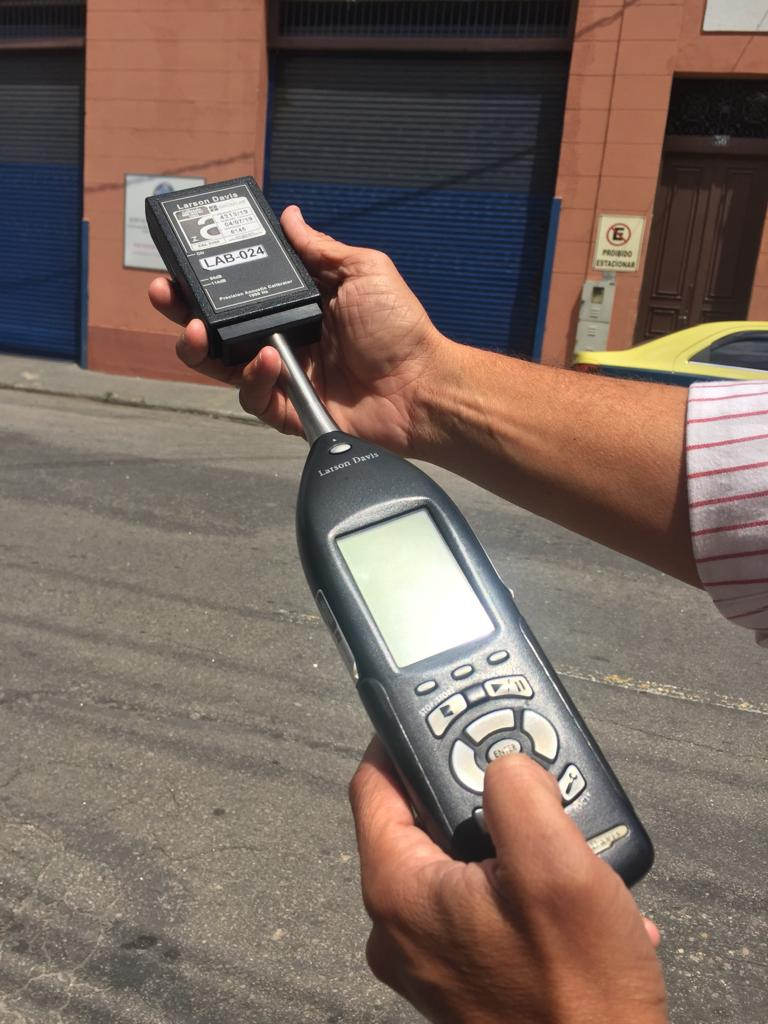
Medidor de Pressão Sonora + Calibrador Acústico

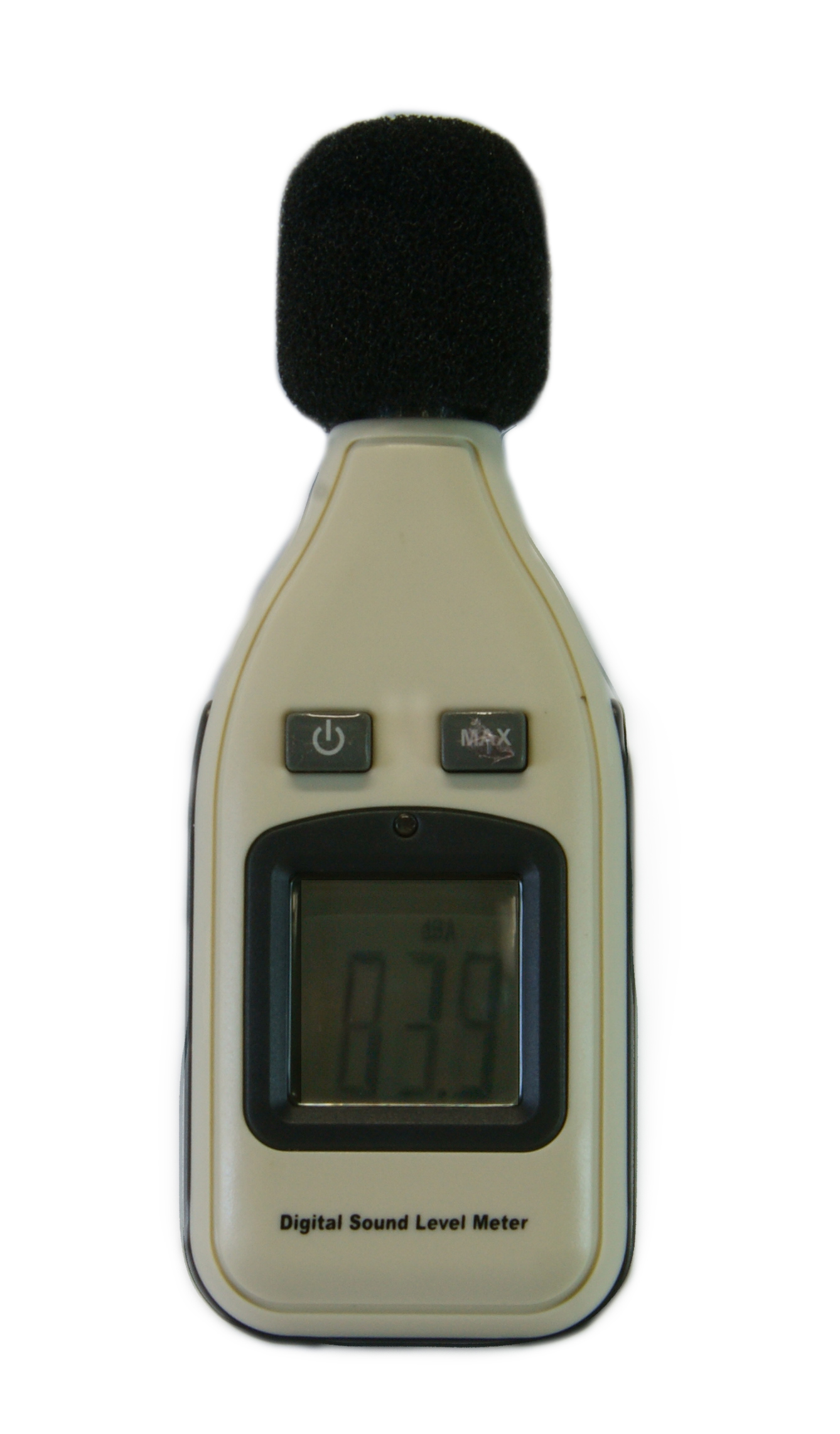
Exemplo de modelo de sonômetro.

O decibelímetro, ou sonômetro ou medidor de nível de pressão sonora (MNPS), é um equipamento projetado para realizar a medição dos nível de pressão sonora, e, consequentemente, aferir o quão intenso é um som. Não se deve confundir o nível de pressão sonora com a intensidade sonora, pois são conceitos fisicamente bem distintos. Outro termo geralmente usado para expressar a amplitude sonora é volume sonoro, sendo que este não possui uma definição propriamente técnica.
Esse equipamento, como o nome indica, mede o nível de pressão sonora em decibéis, uma unidade logarítmica. O limite mínimo da audição humana é de aproximadamente 0 dB, conforme a região de frequência (equivalente a 20 μPa a 1000 Hz) para um indivíduo com audição normal e o limite máximo tolerável é de aproximadamente 120 a 130 dB, quando já causa grande mal estar e mesmo dor. Esta variação entre o valor de 0 dB e 120 dB representa um aumento na potência sonora da ordem de 1012 vezes. Atualmente, no mercado brasileiro, encontram-se normalmente equipamentos digitais capazes de realizar medições entre 30 dB e 130 dB.
O nível de pressão sonora, medido em decibéis, é uma grandeza que representa razoavelmente bem a sensação da audibilidade de um som, quando devidamente corrigido com dados da curva audiométrica média da população. Esta correção recebe o nome de ponderação e dá origem a unidades como o dBA, dBB, dBC, empregados conforme a aplicação e o contexto sonoro. 
Deve-se salientar que o termo decibelímetro é considerado inadequado ou mesmo errado, sobretudo pelos técnicos e engenheiros acústicos. Portanto, é um termo empregado principalmente por leigos, mas ainda presente em notícias na mídia e em anúncios comerciais. Por exemplo, a página do Instituto Nacional de Metrologia, Qualidade e Tecnologia não menciona o termo decibelímetro, mas tão somente medidor de nível de pressão sonora. A tendência é a de que o termo seja futuramente substituído por sonômetro ou por medidor de nível de pressão sonora em todos os contextos.

## Características básicas

### Internas
Um sonômetro clássico consiste de um transdutor eletroacústico, que pode ser um microfone ou um acelerômetro, necessariamente de alta sensibilidade, para detectar o som e convertê-lo em um sinal elétrico. O transdutor é seguido de um circuito eletrônico para operar no sinal até que as características desejadas possam ser medidas. Esse circuito eletrônico é composto por um circuito amplificador, já que o sinal é de baixa intensidade (da ordem de milivolts), e por um transformador AC-DC. Em alguns sonômetros o circuito também pode conter um circuito de ponderação A, B, C ou D, conforme a curva de compensação selecionada para medir. Após a amplificação, o sinal terá um nível suficientemente alto para ser exibido por um medidor, que pode ser um voltímetro comum.
O circuito eletrônico pode ser ajustado para ler o nível de som na maioria das frequências possíveis, ou a intensidade de bandas selecionadas de frequência. Como o sinal é recebido em corrente alternada pelo microfone, ele deve ser primeiro convertido para um sinal em corrente contínua, e uma constante de tempo deve ser incorporada à media do sinal. A constante selecionada depende no propósito para qual o instrumento estará destinado, e é chamada de constante de integração. A capacidade de diminuir a constante temporal depende da qualidade do equipamento.

### Externas
Há sonômetros em diversos tamanhos e formas, mas todos possuem pontos em comum. Eles tendem a ter uma ponta em cima para evitar que o som reflita de volta ao microfone. Alguns sonômetros de baixo custo não possuem o topo pontudo, porém, em vez disso, possuem o microfone em uma extensão, para afastá-lo da caixa e evitar a reflexão. É importante salientar que quanto menor o diâmetro do microfone, maior a sua sensibilidade aos sons agudos.

## Classificações

### Analógico ou digital
Entre sonômetros analógicos e digitais, há apenas a diferença no modo e precisão da leitura. Atualmente, a maioria dos sonômetros é digital, apesar de haver alguns antigos analógicos ainda disponíveis.

### Tipos ou classes
As instituições de padronização normalmente definem três classificações básicas para sonômetros em tipos ou classes. A diferença entre eles é a precisão da medida. Essa definição é ligeiramente complexa e coberta em detalhes em textos específicos, mas, resumindo, normalmente os sonômetros são descritos da seguinte maneira:
- Tipo/Classe 0: geralmente usados para calibrar outros sonômetros e podem ser usados em medidas de alta precisão em espaços controlados ou em pesquisas acadêmicas. Possuem uma margem de erro de 0,7 dB.
- Tipo/Classe 1 e Tipo/Classe 2: são os mais comumente usados em laboratórios e pesquisas de campo. O de Classe 1 é mais preciso que o de Classe 2. Possuem margem de erro de 1,0 e 1,5 dB, respectivamente.

Dependendo da padronização, ainda há mais uma classificação:
- Tipo/Classe 3: uso restrito a medições básicas, em que não é necessária tanta precisão. Possuem margem de erro de 2,5 dB.

É importante lembrar, porém, que a precisão do instrumento também depende da frequência do som que está sendo medido.

## Microfones
Os microfones também podem ser classificados e a escolha certa da classe é fundamental para que o equipamento opere como o esperado. As classes de microfones que podem ser usadas nos sonômetros são: microfone de incidência aleatória, microfone de campo livre e microfone de pressão. É importante ressaltar também que em altas frequências, quando o comprimento de onda sonora se torna de dimensão comparável ao diafragma do microfone, a direção em que o microfone está direcionado em relação à fonte de som altera a medida. Cada classe tem características específicas, bem como uma recomendação de uso e orientação específica:
- Microfones de incidência aleatória: são desenhados para uso em campos de sons difusos, onde o som provém de todas as direções (devido a um grande número de reflexões). Assim, esse tipo de microfone deve ser direcionado com um ângulo de 70 graus em relação à fonte de som a fim de se ter medidas acuradas.
- Microfones de campo livre: são desenhados para uso em um espaço aberto (livre de reflexões) e devem ser direcionados diretamente para a fonte de som.
- Microfones de pressão: são desenhados especificamente para medidas em cavidades fechadas, como tubos ou dutos, onde há tanta reflexão que a orientação do microfone não é tão relevante; a pressão sonora medida será a mesma independente da orientação.

Alguns sonômetros proporcionam um filtro de correção que permite o uso de um microfone em um campo que não seja seu específico, porém, obviamente, medidas mais acuradas são obtidas se é usado o microfone específico. 

## Filtros de ponderação de frequência

Gráfico do ganho em dB em função da frequência em hertz (logaritmo) das curvas de ponderação A, B, C, D.

Ponderação é a filtragem de som antes do cálculo da média. Ela se torna possível através das redes (circuitos) de ponderação disponíveis nos sonômetros. Isso é feito devido ao fato de que seres humanos não escutam todas as frequências de modo linear, com a mesma intensidade. Portanto, essas ponderações são muito importantes para corrigir esse fato e fazer com que o sonômetro forneça uma medida de acordo com a intensidade sonora percebida pelos nossos ouvidos.

### Curvas isofônicas
A fim de mensurar a sensação subjetiva de intensidade do som, que depende de sua frequência, foi criada uma grandeza psicoacústica denominada nível de audibilidade, que por sua vez é função do nível sonoro e de sua frequência. Experimentos com ouvintes treinados, que a partir de um tom puro a 1 kHz e com intensidade conhecida, ajustavam o nível sonoro de outro tom puro para determinada frequência até que os julgasse equivalentes, geraram as chamadas curvas isofônicas (mesmo valor de fones) ou isoaudíveis (mesmo nível de audibilidade). Essas curvas são resultantes da ligação dos pontos com mesmo nível de audibilidade ao longo da faixa de frequência audível. O nível de pressão sonora do tom puro a 1 kHz passou a ser a medida do nível de audibilidade, que tem por unidade o fone.

### Tipos de filtros de ponderação de frequência
Existem ponderamentos do tipo A, B, C e D:
- A: aproxima a sensação auditiva correspondente a curva isofônica de 40 fones (desenfatiza baixas frequências)
- B: Aproxima a sensação auditiva correspondente a curva isofônica de 70 fones
- C: Aproxima a sensação auditiva correspondente a curva isofônica de 100 fones (quase plana)
- D: desenvolvida para avaliação de ruídos de sobrevoos de aeronaves (penaliza altas frequências)

O uso da ponderação deve ser informado, especificando também seu tipo, na unidade da medida. Por exemplo, se o ponderamento do tipo A for usado, informamos na unidade como dBA. Estudos recentes mostram que a curva de ponderamento A providencia uma relação aproximada de como o ser humano escuta sobre uma boa faixa de frequências. O filtro ponderador do tipo B raramente é utilizado, pois aproxima a resposta do sistema auditivo para sons com níveis sonoros medianos. O filtro do tipo C possui função quase plana e, consequentemente, é utilizado para aproximar resposta de nível sonoro elevado(esse tipo de filtro não influi muito na medição original. O filtro D só é utilizado para a função para o qual foi especificamente criado, para ruídos de sobrevoos de aeronaves.

## Integração
Se um sonômetro integra e então acumula o total de energia sonora sobre um período e calcula a média, apresentando o resultado em decibéis, o equipamento pode ser chamado de sonômetro de integração. Isso é feito devido à alta dinâmica do som e à dificuldade de se mensurar uma grandeza muito descontínua e também pode ser chamada de ponderação no tempo. Há também softwares que dão a opção de fazer a média estatística da saída AC de qualquer sonômetro, já que normalmente sonômetros de integração são relativamente mais caros que os básicos.[carece de fontes?]

### Nível contínuo de som equivalente
Designado por Leq, ou mais formalmente por LAT, representa o nível contínuo (estacionário) equivalente em dB(A), que tem o mesmo potencial de percepção auditiva que o nível variável considerado. Esse parâmetro é apresentado em decibéis e é pesado como “A” na maioria das aplicações, de modo que é mais corretamente chamado de LAeq,t. Assim, o sonômetro de integração deve ser usado sempre que as regulações dizem que um parâmetro como Leq ou LAT são necessários. Muitas regulamentações de barulhos em ambiente são escritos baseados nesse parâmetro.
Matematicamente, representa, portanto, a integração do som durante determinado período de tempo, definido pela seguinte fórmula:
{\displaystyle L_{eq}=10\log \left({\frac {1}{T}}\right)\int _{0}^{T}{\frac {P^{2}(t)}{P_{0}^{2}}}dt}, onde:
- T é o tempo de integração
- P(t) é a pressão acústica instantânea
- P0 é a pressão acústica de referência
- Leq representa o nível contínuo (estacionário) equivalente em dB(A), que tem o mesmo potencial de percepção auditiva que o nível variável considerado.

### Tempo de integração do detector
O tempo de integração é definido a partir da configuração que se usa no sonômetro. A configuração rápida tem tempo de integração de 125 ms e é útil para usos estáticos. Para medir sons mais dinâmicos, a configuração lenta providencia 1 segundo de tempo de integração, gerando leituras mais consistentes e estáveis. Alguns sonômetros possuem ainda a configuração impulso, usada para sons extremamente dinâmicos, tais como o bater de palmas ou o  disparo de uma arma de fogo. Essa última configuração responde precisamente a pulsos tão curtos como 50 ms. Outra maneira de medir o som de impacto é usar a escala "valor de pico" (peak), que trata não mais da medição da pressão média quadrática RMS em um determinado tempo, mas sim o valor máximo atingido pela pressão sonora durante a medição.

## Padronização
A performance de sonômetros é ditada pelos padrões IEC (Comissão Eletrotécnica Internacional). As seguintes padronizações são aplicáveis:
- IEC 60651 – Padronização para sonômetros
- IEC 60804 – Padronização para sonômetros de integração
- IEC 61672 – Padronização para sonômetros, substituindo IEC 60651 e IEC 60804
- IEC 60942 – Padronização para calibradores de sonômetros

A respeito de normas específicas brasileiras, a ABNT dita normas apenas a respeito de calibração e procedimento de operação de sonômetros, como por exemplo:
- NBR 10151 - Avaliação do ruído em áreas habitadas, visando o conforto da comunidade - Procedimento
- NBR 17025 - Acreditação de Laboratórios (calibração)

## Calibração
Um calibrador de sonômetro é um pequeno dispositivo que emite um “apito” de tom e nível sonoro específico. Os mais comuns operam em 94dB em 1kHz.
Deve-se usar o calibrador para se ter certeza de que o sonômetro está operando de acordo com o esperado antes de se fazer qualquer medida. Muitas regulamentações recomendam (ou até exigem) que a calibração seja feita antes e depois de se fazer uma medida, principalmente quando se está fazendo medidas para proteção ou qualquer razão de cunho legal.
Se o nível medido pelo sonômetro não está certo, ele deve ser ajustado. Alguns podem ser ajustados manualmente, enquanto outros o fazem automaticamente com uma função específica.

### Cuidados com a precisão
Flutuações na pressão (pressão sonora) que o microfone mede são tão pequenas que o microfone usado deve ser muito sensível. Os seguintes fatores podem alterar a sensibilidade do microfone:
- Grandes mudanças na temperatura;
- Grandes mudanças na pressão do ar;
- Envelhecimento da membrana do microfone;
- Queda ou colisão do microfone.

Além disso também podem ocorrer falhas nos amplificadores, filtros e etc, todos muitos sensíveis.
A principal razão para se usar o calibrador, portanto, é para realmente ter certeza de que nenhum desses fatores está causando falta de precisão nas medidas.

## Medida relativa e medida absoluta
Medidas absolutas são aquelas feitas com sonômetros calibrados, que providenciam o real nível de pressão sonora referenciado a 20 μPa, equivalente a 0 dB. Esse tipo de medida pode ser comparado com qualquer outro dado absoluto.
Por outro lado, medidas feitas com sonômetros não calibrados ou de baixa qualidade não indicam o real nível de pressão sonora; entretanto, para alguns casos, eles ainda são extremamente úteis. Ainda é possível usá-los para fazer comparações entre medidas de pressões de som com outras medidas também feitas por ele e feitas da mesma maneira. Qualquer sonômetro é capaz de indicar um desvio que possa existir nos níveis de pressão de som.

## Guia e regras gerais para medidas com qualquer sonômetro
- Mantenha o sonômetro posicionado adequadamente em relação à fonte de som, na distância adequada com o braço esticado e longe de paredes e fronteiras da sala.
- Para a maioria das medidas em sistemas de som, use o filtro ponderado A e a resposta lenta
- Tenha certeza de que você está medindo dentro do alcance que você selecionou. sonômetros com alcances múltiplos e aqueles com display analógico, em particular, podem gerar leituras incorretas se o nível de pressão sonora está abaixo ou acima da faixa selecionada.
- Antes de fazer qualquer medida, tenha certeza de que o sonômetro já está ligado por alguns minutos e já atingiu a temperatura da sala em que se está fazendo a medida.
- Ventos e correntes de ar afetam as medidas dos sonômetros[10]

## Aplicações
Sonômetros são usados principalmente devido ao fato de que seres humanos percebem o som de uma maneira muito subjetiva, de modo que se precisa desse tipo de equipamento quando se quer medidas acuradas e reprodutíveis de níveis sonoros. Isso se aplica para todos os aspectos na área de percepção de som, como conteúdo de frequências, dinâmica, pressão sonora, etc.. Sonômetros providenciam meios irrefutáveis de verificar objetivamente a magnitude de um nível sonoro ou de sua variação.
Além disso, também há uma crescente preocupação a respeito de questões sobre saúde pessoal afetada por níveis sonoros, bem como limites legais de intensidade sonora. Por essa razão encontra-se cada vez mais aplicações para o sonômetro.

### Exemplos
A principal aplicação do sonômetro é a de medidas para regulamentação de ambientes de trabalho. A Norma Regulamentadora Nº 15 define atividades e operações insalubres. Os anexos 1º e 2º referem-se a limites de tolerância para o ruído intermitente e limites de tolerância para ruídos de impacto, respectivamente. Neles pode-se encontrar, além dos limites em cada caso, o modo de operação do sonômetro para cada tipo de medida, por exemplo:
- Os níveis de ruído contínuo ou intermitente devem ser medidos em decibéis (dB) com instrumento de nível de pressão sonora operando no circuito de compensação "A" e circuito de resposta lenta (SLOW). As leituras devem ser feitas próximas ao ouvido do trabalhador. [12]

- Os níveis de impacto deverão ser avaliados em decibéis (dB), com medidor de nível de pressão sonora operando no circuito linear e circuito de resposta para impacto. As leituras devem ser feitas próximas ao ouvido do trabalhador. O limite de tolerância para ruído de impacto será de 130 dB (linear). Nos intervalos entre os picos, o ruído existente deverá ser avaliado como ruído contínuo.[13]

Entretanto esse não é o único uso do sonômetro, que pode ser usado em diversos estudos específicos nas mais diversas áreas. Como por exemplo na economia, onde há estudos relacionando o impacto de ruídos desagradáveis sobre as emoções e comportamentos do consumidor. Um conjunto de medidas com sonômetro juntamente com a observação do comportamento dos consumidores pode levar a um estudo específico, cujos resultados melhorem o rendimento de um estabelecimento.